# Magician - La giustizia non è un trucco
Magician - La giustizia non è un trucco (Le Magicien in francese, titolo internazionale The Magician) è una serie televisiva francese a cartoni animati di 39 episodi, prodotta da Gaumont e trasmessa in patria dal 2 settembre 1998 su France 3. Ha per protagonista Ace Cooper, un mago che mette i suoi trucchi al servizio della giustizia, in stile Mandrake.
In Italia è andata in onda nel 1999 su Italia 1 con il doppiaggio eseguito a Milano. Dal 26 novembre 2013 gli episodi sono stati pubblicati per la visione in streaming sul canale di YouTube Mondo TV - All'avventura! con il ridoppiaggio eseguito a Roma, tuttavia interrompendosi il 16 gennaio 2014 dopo sedici episodi.
La sigla italiana è stata composta da Franco Fasano su testo di Alessandra Valeri Manera, ed è cantata da Mattia Pisanu.

## Trama
All'alba del terzo millennio, una serie di scoperte scientifiche e progressi tecnologici radicali hanno scosso il mondo, ma i nemici di un tempo sono ancora a piede libero. Approfittando del sentimento spensierato di speranza e ottimismo, a Electro City il gruppo del terribile Black Jack e gli altri criminali hanno preso il controllo delle posizioni chiave di questa società in rapida evoluzione, plasmandola presto intorno ai propri interessi. Un uomo, però, vede chiaramente attraverso la connivenza dei loro trucchi, perché egli stesso è un imbroglione, un manipolatore, il più grande di tutti: il prestigiatore Ace Cooper, alias Magician. Insieme al suo aiutante Cosmo, un giovane genio del computer, e al tenente Derek Vega, un vecchio ufficiale incorruttibile, Il Mago si alza in piedi contro la corruzione che pervade la facciata scintillante del mondo futuro. Il suo talento magico comprende ventriloquio, ipnotismo, levitazione, fughe spettacolari e la scomparsa degli oggetti, tutti poteri che egli usa nei suoi spettacoli ma che si palesano come vera magia in specie nei combattimenti, quando si presenta come un vero supereroe.
L'antagonista più frequente di Cooper è il malavitoso Black Jack, che definisce Cooper responsabile di un incidente che ha reso disabile il criminale. Altri personaggi ricorrenti sono il capitano di polizia Fredericks, che spesso accusa a vanvera Magician del misfatto in corso, e la cantante Mona (Moira nel ridoppiaggio) Malone, figlia di Black Jack, che è l'interesse amoroso di Ace e con disappunto del padre lo contraccambia.

## Doppiaggio
| Personaggio              | Doppiatore originale | Doppiatore italiano (doppiaggio originale) | Doppiatore italiano (ridoppiaggio) |
| ------------------------ | -------------------- | ------------------------------------------ | ---------------------------------- |
| Ace Cooper / Magician    | Emmanuel Jacomy      | Marco Balzarotti                           | Stefano Mondini                    |
| Cosmo                    | Christophe Lemoine   | Simone D'Andrea                            | Corrado Conforti                   |
| Jack Malone "Black Jack" | Igor De Savitch      | Mario Zucca                                | Rodolfo Bianchi                    |
| Joe Tucker               |                      | Claudio Moneta                             |                                    |

## Episodi
| nº | Titolo italiano                                         | Titolo francese                  | Prima TV Francia | Prima TV Italia |
| -- | ------------------------------------------------------- | -------------------------------- | ---------------- | --------------- |
| 1  | Il gatto nero                                           | Black Cat                        | 2 settembre 1998 | 1999            |
| 2  | Il treno impazzito                                      | Le train fou                     |                  |                 |
| 3  | Cyber                                                   | Cyber                            |                  |                 |
| 4  | Assi della magia                                        | Les maîtres de magie             |                  |                 |
| 5  | Un programma cattivo                                    | Hors jeu                         |                  |                 |
| 6  | Un top model modello                                    | Un modèle de top model           |                  |                 |
| 7  | La crisi di Croesus                                     | Crises au Crésus palace          |                  |                 |
| 8  | La profezia                                             | La prophétie                     |                  |                 |
| 9  | Dietro le quindi dell'Orb-Ball                          | Les coulisses de Stockball       |                  |                 |
| 10 | Cosa facevi a Electrocity, quando è andata via la luce? | Que faisiez vous à Electro City? |                  |                 |
| 11 | Il vega-gate                                            | Flagrant délit                   |                  |                 |
| 12 | I gemelli                                               | Meilleurs vœux de bonheur        |                  |                 |
| 13 | La sfida                                                | Le grand défi                    |                  |                 |
| 14 | Voce d'oro                                              | Une voix en or                   |                  |                 |
| 15 | Colpevole o innocente?                                  | Le planet électrique             |                  |                 |
| 16 | Il circo                                                | Panique au cirque                |                  |                 |
| 17 | Ciak, si gira...                                        | Stars de ciné                    |                  |                 |
| 18 |                                                         | Sueurs froides - 1re partie      |                  |                 |
| 19 |                                                         | Sueurs froides - 2e partie       |                  |                 |
| 20 |                                                         | Le jeu de la vérité              |                  |                 |
| 21 |                                                         | Le sosie                         |                  |                 |
| 22 |                                                         | La femme sans visage             |                  |                 |
| 23 |                                                         | Et plus si affinités             |                  |                 |
| 24 |                                                         | Catastrophe en direct            |                  |                 |
| 25 |                                                         | X Oshi                           |                  |                 |
| 26 |                                                         | Furtif                           |                  |                 |
| 27 |                                                         | L'affaire Paparazzo              |                  |                 |
| 28 |                                                         | Mille flammes                    |                  |                 |
| 29 |                                                         | Hardbeat                         |                  |                 |
| 30 |                                                         | Sale temps pour le magicien      |                  |                 |
| 31 |                                                         | Junior                           |                  |                 |
| 32 |                                                         | Bienvenue à bord                 |                  |                 |
| 33 |                                                         | Les loups sont lâchés            |                  |                 |
| 34 |                                                         | Les dés sont jetés               |                  |                 |
| 35 |                                                         | Piège virtuel                    |                  |                 |
| 36 |                                                         | Le vol de prospérité             |                  |                 |
| 37 |                                                         | La chasse                        |                  |                 |
| 38 |                                                         | Tous contre un                   |                  |                 |
| 39 |                                                         | Professeur Cosmo                 |                  |                 |

## Edizioni home video

### Italia
Nel 2000 uscì una videocassetta omaggio edita e distribuita nei negozi di giocattoli da Giochi Preziosi e GiG per la collana Videogiocando, dove oltre alle pubblicità era presente il primo episodio in forma ridotta.